# 史天健
史天健（1951年—2010年12月25日），政治学家，美国杜克大学政治学系副教授、杜克大学中国研究中心主任、清华大学政治学系教授、卡内基国际和平基金会高级研究员。

## 生平
史天健1982年自北京大学国际政治专业毕业后前往美国留学，是文化大革命后中国第一代赴美留学生。1983年与1992年先后获哥伦比亚大学政治学硕士与博士学位，师从美国著名汉学家黎安友教授。后任教于杜克大学政治学系，主要研究领域包括了中国的政治参与和政治文化对政治行为的影响。2010年2月出任清华大学政治学系教授，同年12月25日因患急性间质性肺炎导致呼吸衰竭，在纽约州长岛北岸大学医院（North Shore University Hospital）逝世。
他还是世界选举比较研究中国项目主任（China Director of the Comparative National Election Studies）、亚洲政治文化比较研究中国项目主任（China Director, Asian Barometer Studies）、当代中国杂志编委会委员。

## 家庭
史天健之妻丘昭琪为台湾人，她在哥伦比亚大学新闻学院学习时与史天健相识。他们育有两女，分别为长女史霭如和次女史恂如。

## 著作
- 《北京的政治参与》（Political Participation in Beijing，哈佛大学出版社，1997）
- 《中国人的政治态度与政治行为的带际差别》（新加坡大学出版社，1999）
- 《中国农村民主》（新加坡大学出版社，2000）
- 《当代中国农村宗族与乡村治理：跨学科的研究与对话》（与肖唐镖合著，西北大学出版社，2002）
- 《中國大陸與台灣政治的文化邏輯》（劍橋大學出版社，2014）